# Мобильное приложение
Моби́льное приложе́ние (калька с англ. «Mobile application») или приложение для мобильных устройств, также может встречаться в обиходе под названиями сетевое приложение, онлайн или офлайн приложение, приложение для смартфона) — программное изделие, разновидность прикладного программного обеспечения, предназначенная для работы на смартфонах, планшетах и других мобильных (портативных, переносных, карманных) устройствах. Обеспечивает без привязки к стационарному компьютеру, «на ходу» необходимые пользователю взаимодействия со Всемирной Сетью (либо устанавливается на устройстве благодаря такому взаимодействию — после скачивания на носимое пользователем устройство). Первоначально мобильные приложения использовались для быстрой проверки электронной почты, но высокий спрос на услуги мобильного интернета привёл к расширению их применения и в других областях, таких как игры для мобильных телефонов, GPS либо ГЛОНАСС-геолокация, общение, просмотр видео и пользование Интернетом.
Программные изделия могут быть предустановлены на самом мобильном устройстве или загружаться на него из центров цифрового распространения — онлайновых магазинов приложений. Последние могут представлять собой также точку доступа в среду разработки приложений (в основе которой конкретная мобильная операционная система) либо стороннюю торговую площадку («маркетплейс» англ. Marketplace), которая просто предоставляет третьим лицам свой репозиторий для размещения готовых приложений — бесплатно или за плату. При этом программное обеспечение доступа к данным онлайн-платформам само по себе является приложением для мобильного устройства, либо предустановленным, либо скачиваемым. Одно и то же изделие может выпускаться разработчиками в нескольких версиях для наиболее распространённых операционных систем мобильных устройств (iOS, Android, Windows Phone и т. д.).
Сокращение английского названия (англ. App, от англ. Application) стало очень популярным в англоязычном пространстве с 2007 года, и в 2010 году неологизм был внесен в список «Слова года» Американского диалектического общества.
На начало XXI века рынок приложений для мобильных устройств характеризуется как дуополия мегакорпораций Google и Apple (с операционными системами Android и iOS, соответственно), привлёкших основную массу пользователей и создавших собственные экосистемы разработчиков приложений в мировом масштабе.
Рынок мобильных приложений к 2020-м годам уже очень развит и продолжает расти. Доход от приложений для Android и iOS достиг 111 млрд $ в 2020 году, что на 24 % больше по сравнению с предыдущим годом. На iOS пришлось 65 % от общего дохода от приложений в 2020 году.
Игры составили 71 % от общего дохода от приложений в 2020 году. iOS принесла 47,6 млрд $ игрового дохода в 2020 году, а Google Play — 31,9 млрд $.
TikTok стал самым прибыльным приложением, а PUBG Mobile — самой прибыльной игрой в 2020 году
.

## Виды приложений
Мобильные приложения можно разделить на три подвида:
- Нативные приложения, предустановленные либо скачиваемые, но изначально задуманные под определённую операционную систему или устройство. Приложение, написанное для устройства c прошивкой Apple не пойдёт на устройстве с прошивкой Android. Поэтому большинство разработчиков готовят программные изделия в виде набора под несколько операционных систем.
- Веб-приложения, являющиеся частными случаями мобильного браузера для просмотра специально созданных мобильных сайтов. Работают на языках программирования Сети: разметочного HTML, формального CSS и встраиваемого JavaScript. Преимущество — приложения независимы от операционной системы устройства, так как информация в основном хранится «в облаке» и обрабатывается за счёт ресурсов Всемирной Сети. Недостаток — работают медленнее соответствующих нативных приложений.
- Гибридные приложения, представляющие собой смешение двух вышеописанных подходов. Гибридные приложения создают с помощью компонента WebView[5]. Webview-приложения представляют собой мобильные версии сайтов, отображаемые в интерфейсе мобильного приложения. Webview приложения доступны на платформах Android (Android WebView Media Integrity)[6] и iOS. Такое приложение может отображать сайт, созданный по технологии веб-приложения. Для пользователя такое приложение будет казаться нативным и иметь все необходимые функции. Для разработчика использование данной технологии снижает затраты на написание отдельного кода для мобильного приложения, так как сайт по технологии веб-приложения уже предоставляет все необходимые функции. Также webview-приложения могут использовать нативные функции систем iOS и Android, такие как push-уведомления, оплату через GooglePay или ApplePay, и многие другие[7]. Приложения этого подвида разрабатываются с использованием таких каркасов как Cordova, Flutter, React Native и ряда других.

## Основные центры цифрового распространения
Для старейших торговых площадок приложений характерна специализация на собственной операционной платформе, хотя существуют и кроссплатформенные магазины. На начало XXI века рынок приложений для мобильных устройств характеризуется как дуополия мегакорпораций Google и Apple (с операционными системами Android и iOS, соответственно), привлёкших основную массу пользователей и создавших собственные экосистемы разработчиков приложений в мировом масштабе.
Точками цифрового распространения приложений для мобильных устройств, нативных для основных мобильных операционных систем являются следующие сетевые торговые площадки:
- App Store (для iOS/iPadOS)
- Google Play (для Android)
- Samsung Galaxy Store (для Android, Tizen)
- Windows Store (Универсальная платформа Windows)
- Amazon Appstore (для Android, Windows 11)
- BlackBerry World (Android)
- Huawei AppGallery (Android)

Существуют также крупные маркетплейсы, официально не завязанные на какую-либо операционную систему (сторонние платформы), учреждённые в отдельных странах:
- Appland[англ.] (Android и iOS), Швеция
- Aptoide[англ.] (Android), Португалия
- Cafe Bazaar[англ.] (Android), Иран
- Cydia (iOS, для взломанных айфонов, после легализации этой операции в 2010 году в США)
- F-Droid (Android, только свободное программное обеспечение), Великобритания
- GetJar[англ.] (Android), Литва
- MiKandi[англ.] (Android, для программных изделий, связанных с распространением порнографии на мобильных устройствах), США
- Opera Mobile Store (кроссплатформенная, для Android, Java, Symbian, Windows Mobile, iOS), Норвегия

В связи с ростом мировой нестабильности, введением санкций против России (отразившихся и на сетевой торговле), появились и сугубо российские центры сетевого распространения программных изделий данного рода:
- NashStore (Android)
- RuMarket
- RuStore (Android)
- и другие

## Создание приложений для мобильных устройств
Мобильные приложения пишутся на различных языках программирования (Java/Kotlin; PHP/JavaScript; ActionScript; Swift и Objective-C). Процесс создания и доводки приложения разбивается на несколько этапов:
1. Определение функционала (какие задачи оно будет выполнять).
2. Проектирование и дизайн.
3. Процесс разработки.
4. Тестирование.
5. Мониторинг.

## Использование в медицине
К 2016 году в мире насчитывалось 260 тысяч медицинских мобильных приложений. С помощью приложений смартфоном можно измерить основные параметры функции лёгких (для получения исходных данных нужно выдохнуть в микрофон), измерить частоту сердечных сокращений, сделать анализ крови или других жидкостей организма с помощью микрофлюидных приложений. Его можно использовать как офтальмоскоп, а с помощью насадки — превратить в отоскоп.